# Campeonato Paranaense 2025
El Campeonato Paranaense de Fútbol 2025 es la 111.ª edición de la primera división de fútbol del estado de Paraná. El torneo fue organizado por la Federação Paranaense de Futebol (FPF). El torneo comenzará el 11 de enero.

## Sistema de juego[1]

### Primera fase
Los 12 equipos se enfrentan en modalidad de todos contra todos a una sola rueda. Culminadas las once fechas, los ocho primeros puestos acceden a los cuartos de final. Los dos últimos posicionados descenderán a Segunda División.

### Segunda fase
- Cuartos de final: Los enfrentamientos de cuartos de final se emparejan con respecto al puntaje de la primera fase, de la siguiente forma:
  - 1.º vs. 8.º
  - 2.º vs. 7.º
  - 3.º vs. 6.º
  - 4.º vs. 5.º

- Semifinales: Los enfrentamientos de las semifinales se jugarán de la siguiente forma:
  - (1.º vs. 8.º) vs. (4.º vs. 5.º)
  - (2.º vs. 7.º) vs. (3.º vs. 6.º)

- Final: Los dos ganadores de las semifinales disputan la final.

- Nota 1: Tanto cuartos de final, semifinales como la final se juegan en partidos de ida y vuelta, el equipo con menor puntaje acumulado hasta el momento del enfrentamiento hará como local en el primer partido.
- Nota 2: En caso de empate en puntos y diferencia de goles en cualquier llave, el ganador se decidirá en tanda de penales. No se consideran los goles de visita.

## Equipos participantes
| Equipo               | Ciudad               | Estadio (Capacidad)                 | Posición 2024      | Títulos (último) |
| -------------------- | -------------------- | ----------------------------------- | ------------------ | ---------------- |
| Andraus              | Campo Largo          | Vila Olímpica do Boqueirão (10 000) | 9.º                | 0                |
| Athletico Paranaense | Curitiba             | Arena da Baixada (42 372)           | Campeón            | 28 (2024)        |
| Azuriz               | Pato Branco          | Pioneiros (1500)                    | 6.º                | 0                |
| Cianorte             | Cianorte             | Olímpico Albino Turbay (3000)       | 8.º                | 0                |
| Coritiba             | Curitiba             | Couto Pereira (40 512)              | 3.º                | 39 (2022)        |
| FC Cascavel          | Cascavel             | Olímpico Regional (28 125)          | 5.º                | 0                |
| Londrina             | Londrina             | Estadio do Café (30 000)            | 7.º                | 5 (2021)         |
| Maringá              | Maringá              | Willie Davids (16 000)              | 2.º                | 0                |
| Operário Ferroviário | Ponta Grossa         | Germano Krüger (10 632)             | 4.º                | 1 (2015)         |
| Paraná               | Curitiba             | Vila Capanema (20 083)              | 1.º (2.ª división) | 7 (2006)         |
| Rio Branco-PR        | Paranaguá            | Fernando Charbub Farah (12 218)     | 2.º (2.ª división) | 0                |
| São-Joseense         | São José dos Pinhais | Municipal do Pinhão (4047)          | 10.º               | 0                |

| Crecimiento | Equipos provenientes del Campeonato Paranaense de Segunda División 2024. |

## Primera fase

### Tabla de posiciones
| Pos. | Equipo               | Pts. | PJ | G | E | P | GF | GC | Dif. | Clasificación          |
| ---- | -------------------- | ---- | -- | - | - | - | -- | -- | ---- | ---------------------- |
| 1    | Operário Ferroviário | 22   | 11 | 6 | 4 | 1 | 18 | 7  | +11  | Fase final.            |
| 2    | Athletico Paranaense | 22   | 11 | 6 | 4 | 1 | 19 | 9  | +10  | Fase final.            |
| 3    | Coritiba             | 20   | 11 | 6 | 2 | 3 | 19 | 8  | +11  | Fase final.            |
| 4    | Londrina             | 20   | 11 | 6 | 2 | 3 | 16 | 10 | +6   | Fase final.            |
| 5    | Cianorte             | 17   | 11 | 5 | 2 | 4 | 18 | 13 | +5   | Fase final.            |
| 6    | Maringá              | 16   | 11 | 5 | 1 | 5 | 18 | 14 | +4   | Fase final.            |
| 7    | Azuriz               | 15   | 11 | 5 | 0 | 6 | 8  | 13 | −5   | Fase final.            |
| 8    | São-Joseense         | 13   | 11 | 4 | 1 | 6 | 13 | 21 | −8   | Fase final.            |
| 9    | FC Cascavel          | 13   | 11 | 3 | 4 | 4 | 7  | 10 | −3   |                        |
| 10   | Andraus              | 10   | 11 | 3 | 1 | 7 | 9  | 19 | −10  |                        |
| 11   | Rio Branco-PR        | 10   | 11 | 3 | 1 | 7 | 11 | 22 | −11  | Descenso de categoría. |
| 12   | Paraná               | 7    | 11 | 1 | 4 | 6 | 4  | 13 | −9   | Descenso de categoría. |

 Fuente: FPF
Criterios de clasificación: 1) Puntos; 2) Partidos ganados; 3) Diferencia de gol; 4) Goles anotados; 5) Enfrentamiento directo entre los equipos en cuestión; 6) Menor cantidad de tarjetas rojas; 7) Menor cantidad de tarjetas amarillas; 8) Sorteo.

## Fase final

#### Cuadro de desarrollo
|  | Cuartos de final            | Cuartos de final            | Cuartos de final            | Cuartos de final            | Cuartos de final            |   |                      | Semifinales          | Semifinales       | Semifinales       | Semifinales       | Semifinales       |  |                      | Final                | Final            | Final            | Final            | Final            |  |
|  | 21 de febrero al 9 de marzo | 21 de febrero al 9 de marzo | 21 de febrero al 9 de marzo | 21 de febrero al 9 de marzo | 21 de febrero al 9 de marzo |   |                      | 15 al 19 de marzo    | 15 al 19 de marzo | 15 al 19 de marzo | 15 al 19 de marzo | 15 al 19 de marzo |  |                      | 22 y 29 de marzo     | 22 y 29 de marzo | 22 y 29 de marzo | 22 y 29 de marzo | 22 y 29 de marzo |  |
|  |                             |                             |                             |                             |                             |   |                      |                      |                   |                   |                   |                   |  |                      |                      |                  |                  |                  |                  |  |
|  |                             |                             |                             |                             |                             |   |                      |                      |                   |                   |                   |                   |  |                      |                      |                  |                  |                  |                  |  |
|  | 1                           | Operário Ferroviário        | 1                           | 1                           | 2 (6)                       |   |                      |                      |                   |                   |                   |                   |  |                      |                      |                  |                  |                  |                  |  |
|  | 1                           | Operário Ferroviário        | 1                           | 1                           | 2 (6)                       |   |                      |                      |                   |                   |                   |                   |  |                      |                      |                  |                  |                  |                  |  |
|  | 8                           | São-Joseense                | 1                           | 1                           | 2 (5)                       |   |                      |                      |                   |                   |                   |                   |  |                      |                      |                  |                  |                  |                  |  |
|  | 8                           | São-Joseense                | 1                           | 1                           | 2 (5)                       |   | Londrina             | Londrina             | 1                 | 1                 | 2 (1)             |                   |  |                      |                      |                  |                  |                  |                  |  |
|  |                             |                             |                             |                             |                             |   | Londrina             | Londrina             | 1                 | 1                 | 2 (1)             |                   |  |                      |                      |                  |                  |                  |                  |  |
|  |                             |                             | Operário Ferroviário        | Operário Ferroviário        | 0                           | 2 | 2 (4)                |                      |                   |                   |                   |                   |  |                      |                      |                  |                  |                  |                  |  |
|  | 4                           | Londrina                    | Operário Ferroviário        | Operário Ferroviário        | 0                           | 2 | 2 (4)                | 2                    | 2                 | 4                 |                   |                   |  |                      |                      |                  |                  |                  |                  |  |
|  | 4                           | Londrina                    |                             |                             |                             |   |                      |                      |                   | 4                 |                   |                   |  |                      |                      |                  |                  |                  |                  |  |
|  | 5                           | Cianorte                    | 0                           | 0                           | 0                           |   |                      |                      |                   |                   |                   |                   |  |                      |                      |                  |                  |                  |                  |  |
|  | 5                           | Cianorte                    | 0                           | 0                           | 0                           |   |                      |                      |                   |                   |                   |                   |  | Operário Ferroviário | Operário Ferroviário | 2                | 1                | 3 (5)            |                  |  |
|  |                             |                             |                             |                             |                             |   |                      |                      |                   |                   |                   |                   |  | Operário Ferroviário | Operário Ferroviário | 2                | 1                | 3 (5)            |                  |  |
|  |                             |                             | Maringá                     | Maringá                     | 2                           | 1 | 3 (4)                |                      |                   |                   |                   |                   |  |                      |                      |                  |                  |                  |                  |  |
|  | 2                           | Athletico Paranaense        | Maringá                     | Maringá                     | 2                           | 1 | 3 (4)                | 0                    | 3                 | 3                 |                   |                   |  |                      |                      |                  |                  |                  |                  |  |
|  | 2                           | Athletico Paranaense        |                             |                             |                             |   |                      |                      |                   | 3                 |                   |                   |  |                      |                      |                  |                  |                  |                  |  |
|  | 7                           | Azuriz                      | 0                           | 0                           | 0                           |   |                      |                      |                   |                   |                   |                   |  |                      |                      |                  |                  |                  |                  |  |
|  | 7                           | Azuriz                      | 0                           | 0                           | 0                           |   | Athletico Paranaense | Athletico Paranaense | 1                 | 0                 | 1                 |                   |  |                      |                      |                  |                  |                  |                  |  |
|  |                             |                             |                             |                             |                             |   | Athletico Paranaense | Athletico Paranaense | 1                 | 0                 | 1                 |                   |  |                      |                      |                  |                  |                  |                  |  |
|  |                             |                             | Maringá                     | Maringá                     | 1                           | 3 | 4                    |                      |                   |                   |                   |                   |  |                      |                      |                  |                  |                  |                  |  |
|  | 3                           | Coritiba                    | Maringá                     | Maringá                     | 1                           | 3 | 4                    | 0                    | 1                 | 1                 |                   |                   |  |                      |                      |                  |                  |                  |                  |  |
|  | 3                           | Coritiba                    |                             |                             |                             |   |                      |                      |                   | 1                 |                   |                   |  |                      |                      |                  |                  |                  |                  |  |
|  | 6                           | Maringá                     | 2                           | 1                           | 3                           |   |                      |                      |                   |                   |                   |                   |  |                      |                      |                  |                  |                  |                  |  |
|  | 6                           | Maringá                     | 2                           | 1                           | 3                           |   |                      |                      |                   |                   |                   |                   |  |                      |                      |                  |                  |                  |                  |  |
|  |                             |                             |                             |                             |                             |   |                      |                      |                   |                   |                   |                   |  |                      |                      |                  |                  |                  |                  |  |

Nota: El equipo que ocupa la primera línea es el que define la serie como local.

| Bandera del estado de Paraná     |
| Campeón                          |
| Operário Ferroviário 2.do título |

## Clasificación final
| Pos. | Equipo                   | Pts. | PJ | G | E | P | GF | GC | Dif. | Clasificación          |
| ---- | ------------------------ | ---- | -- | - | - | - | -- | -- | ---- | ---------------------- |
| 1.º  | Operário Ferroviário (C) | 29   | 17 | 7 | 8 | 2 | 25 | 14 | +11  | Copa de Brasil 2026.   |
| 2.º  | Maringá                  | 26   | 17 | 7 | 5 | 5 | 28 | 19 | +9   | Copa de Brasil 2026.   |
| 3.º  | Londrina                 | 29   | 15 | 9 | 2 | 4 | 22 | 12 | +10  | Copa de Brasil 2026.   |
| 4.º  | Athletico Paranaense     | 27   | 15 | 7 | 6 | 2 | 23 | 13 | +10  | Copa de Brasil 2026.   |
| 5.º  | Coritiba                 | 21   | 13 | 6 | 3 | 4 | 20 | 11 | +9   |                        |
| 6.º  | Cianorte                 | 17   | 13 | 5 | 2 | 6 | 18 | 17 | +1   | Serie D 2026           |
| 7.º  | Azuriz                   | 16   | 13 | 5 | 1 | 6 | 8  | 16 | −8   | Serie D 2026           |
| 8.º  | São-Joseense             | 15   | 13 | 4 | 3 | 6 | 15 | 23 | −8   | Serie D 2026           |
| 9.º  | FC Cascavel              | 11   | 11 | 3 | 2 | 6 | 6  | 16 | −10  |                        |
| 10.º | Andraus                  | 10   | 11 | 3 | 1 | 7 | 9  | 19 | −10  |                        |
| 11.º | Rio Branco-PR            | 10   | 11 | 3 | 1 | 7 | 11 | 22 | −11  | Segunda División 2026. |
| 12.º | Paraná                   | 7    | 11 | 1 | 4 | 6 | 4  | 13 | −9   | Segunda División 2026. |

Reglas de clasificación: 1) Puntos; 2) Partidos ganados; 3) Diferencia de gol; 4) Goles anotados; 5) Enfrentamiento directo entre los equipos en cuestión; 6) Menor cantidad de tarjetas rojas; 7) Menor cantidad de tarjetas amarillas; 8) Sorteo.

## Goleadores
| Pos. | Jugador    | Equipo   | Goles |
| ---- | ---------- | -------- | ----- |
| 1    | Iago Teles | Londrina | 8     |
| 2    | Moraes     | Maringá  | 8     |
| 3    | Dellatorre | Coritiba | 6     |